# إليزابيث ديلر
إليزابيث ديلر (بالإنجليزية: Elizabeth Diller) هي مهندسة معمارية أمريكية، ولدت في 1954 في وودج في بولندا.

## وصلات خارجية
- الموقع الرسمي
- إليزابيث ديلر على موقع مونزينجر (الألمانية)